# 永野秀雄
永野 秀雄（ながの ひでお、1959年-）は日本の法学者。法政大学人間環境学部教授。専門は、アメリカ法・環境法・防衛法・労働法など。

## 略歴
1959年、東京都に生まれる。1984年に法政大学法学部政治学科を卒業し、1993年にゴンザガ大学法科大学院Juris Doctor課程、1999年にジョージ・ワシントン大学法科大学院LL.M.課程（環境法専攻コース）を修了する。1994年に法政大学第二教養部専任講師、1996年に同大第二教養部助教授・法学部兼担助教授、1999年に同大人間環境学部助教授、2004年に同大人間環境学部教授に就任する。防衛法学会理事。

## 人物
2013年11月13日、衆議院の特別委員会で「特定秘密保護法案」の参考人として、「特定秘密の範囲が広がるという懸念から第三者機関によるチェックが必要との議論があるが、内閣官房に秘密の指定が適切か否かをチェックする組織をつくることが考えられる。ただし、組織のメンバーは、特定秘密を扱う行政府内部の人間に限るべきだ」と述べ、また、民主党が提案している文書の不開示が妥当か裁判所が判断する「インカメラ審査」について、裁判所の厳格な秘密管理の法整備がなければ現実的ではないとの考えを示した。

## 著書

### 単著
- 『電磁波訴訟の判例と理論-米国の現状と日本の展望』（三和書籍、2008）

### 共著
- 『新法学概論』杉山茂雄・杉本啓一郎（青林書院、1995）
- 『労働条件をめぐる現代的課題』（法政大学出版局、1997）
- 『講座 21世紀の労働法、第2巻 労働市場の機構とルール』（有斐閣、2000）
- 『組合機能の多様化と可能性』（法政大学出版局、2003）
- 『先端科学技術と法-進歩・安全・権利-』（日本学術協力財団、2004）
- 『我が国防衛法制の半世紀-発展に軌跡と展望』（内外出版、2004）
- 『核兵器と国際関係』（内外出版、2006）
- 『環境経営学の扉-社会科学からのアプローチ』（文眞堂、2008）
- 『環境と法-国際法と諸外国法制の論点』岡松暁子（三和書籍、2010）
- 『亡国のインテリジェンス』（日本文芸社、2010）

## 参考サイト
- ReaD & Researchmap-永野秀雄
- 教員プロフィール-永野秀雄